# Iron Man (serial telewizyjny)
Iron Man (hangul: 아이언맨 Aieonmaen) – południowokoreański serial telewizyjny emitowany na antenie KBS2. Serial był emitowany w środy i czwartki o 22:00, od 10 września do 13 listopada 2014 roku, liczy 18 odcinków. Główne role odgrywają w nim Lee Dong-wook oraz Shin Se-kyung.

## Obsada

### Główna
- Lee Dong-wook jako Joo Hong-bin
- Shin Se-kyung jako Son Se-dong
- Kim Kap-soo jako Joo Jang-won
- Han Eun-jung jako Kim Tae-hee

### W pozostałych rolach
- Jung Yoo-geun jako Joo Chang
- Lee Mi-sook jako Madame Yoon
- Han Jung-soo jako sekretarz Go
- Lee Joo-seung jako Joo Hong-joo
- Yoon Da-kyung jako Yeon Mi-jung
- Song Kyung-chul jako ogrodnik
- Shin Seung-hwan jako Seung-hwan
- Sun Woong jako Kyung-ho
- Kim Jae-young jako Je-gil
- Kang Da-bin jako Soo-jae
- Kim Jin-tae jako Jung-joon
- Lee Seung-ho jako Go Yoon-seok
- Kim Hyung-bum jako kolega Se-dong
- Ra Mi-ran jako Elisa Park
- Jung Jin jako Oh Joong-shik
- Lee Dal-hyung jako szofer
- Choi Young-in jako gospodyni domowa
- Kim Mi-kyung jako gospodyni domowa
- Kim Poo-reun Ba-da jako Kim Sun-woo
- Kim Kyu-chul jako Jo Bong-gu
- Kim Sun-hye jako kolega Tae-hee
- Son Young-hak
- Park Gun-rak

## Oglądalność
| No. | Data emisji | Oglądalność | Oglądalność |
| No. | Data emisji | TNmS<       | AGB Nielsen |
| --- | ----------- | ----------- | ----------- |
| 1   | 2014.09.10  | 6,0%        | 6,6%        |
| 2   | 2014.09.11  | 4,8%        | 5,7%        |
| 3   | 2014.09.17  | 5,0%        | 5,6%        |
| 4   | 2014.09.18  | 4,6%        | 5,0%        |
| 5   | 2014.09.24  | 4,5%        | 5,5%        |
| 6   | 2014.09.25  | 5,7%        | 6,9%        |
| 7   | 2014.10.01  | 4,8%        | 5,0%        |
| 8   | 2014.10.08  | 3,5%        | 4,3%        |
| 9   | 2014.10.09  | 4,1%        | 4,7%        |
| 10  | 2014.10.15  | 3,3%        | 4,1%        |
| 11  | 2014.10.16  | 3,8%        | 4,3%        |
| 12  | 2014.10.22  | 4,6%        | 5,1%        |
| 13  | 2014.10.23  | 4,0%        | 4,1%        |
| 14  | 2014.10.29  | 5,1%        | 5,2%        |
| 15  | 2014.10.30  | 3,4%        | 4,3%        |
| 16  | 2014.11.06  | 2,9%        | 4,0%        |
| 17  | 2014.11.12  | 2,8%        | 3,2%        |
| 18  | 2014.11.13  | 2,2%        | 3,4%        |

## Emisja za granicą
- Hongkong: Serial został wyemitowany na kanale TVB韓劇台 od 31 maja do 26 lipca 2015 roku.
- Filipiny: Serial został wyemitowany na cyfrowym kanale ABS-CBN, Cine Mo!, od 18 września do 13 listopada 2016 roku.